# 豐根口站
豐根口站（日语：／ Toyoneguchi eki */?）是位於靜岡縣磐田郡佐久間村大字佐久間（現時：濱松市天龍區佐久間町佐久間），日本國有鐵道（國鐵）的飯田線車站（廢站）。隨著建設佐久間水壩，飯田線佐久間至大嵐之間變更走線而廢站。車站遺址在佐久間湖湖底。

## 歷史
- 1936年（昭和11年）11月10日 - 三信鐵道（日语：三信鉄道）豐根口停留場啟用[1]。當時為客運車站[1]。
- 1943年（昭和18年）8月1日 - 三信鐵道被國有化，成為鐵道省（後來變為日本國有鐵道）飯田線的車站[1]。同時升級為豐根口站[1]。
  - 當時，此站只可來往東海道本線濱松至名古屋之間各站，飯田線各站和中央本線上諏訪至鹽尻之間各站和松本站的乘客使用[1]。
- 1952年（昭和27年）12月2日 - 廢除旅客車站的限制[1]。
- 1955年（昭和30年）11月11日 - 隨著走線變更而廢站[1]。

## 車站構造
截至車站廢除前，車站是一座地面車站，設有1面1線的單式月台。

## 車站周邊
車站位於天龍川東岸。車站周邊沒有村落。對面岸設有愛知縣北設樂郡豐根村的松島村落之玄關口。

## 相鄰車站
日本國有鐵道
飯田線
佐久間－豐根口－天龍山室

## 注腳
1. 1 2 3 4 5 6 7 8 9  石野哲（編）. . JTB. 1998: 112–113. ISBN 978-4-533-02980-6 （日语）.